# AS Casale
AS Casale är en italiensk fotbollsklubb från Casale Monferrato i Italien och som grundades 1909. I maj 1913 blev AS Casale första italienska klubblag att slå ett engelskt klubblag i fotboll, då AS Casale slog Reading FC med 2-1. 1914 vann AS Casle det italienska mästerskapet i fotboll.Laget spelade i slutet i Serie C i fotboll. Det upplöstes 2013